# حاجي أباد (أبو الفارس)
حاجي أباد (بالفارسية: حاجی‌آباد) هي منطقة سكنية تقع في إيران في قسم أبو الفارس الريفي. يقدر عدد سكانها بـ 723 نسمة .